# Frans Lozie
Frans Lozie (Poperinge, 28 maart 1950) is een voormalig Belgisch senator en volksvertegenwoordiger.

## Levensloop
Lozie studeerde in 1975 af als licentiaat in de wetenschappen, optie aardrijkskunde en in 1976 als geaggregeerde voor het hoger secundair onderwijs aan de Katholieke Universiteit Leuven en volgde tevens een postgraduaat in de maritieme wetenschappen aan de rechtsfaculteit aan de Rijksuniversiteit Gent. Van 1975 tot 1991 werkte hij als leraar aardrijkskunde aan de Sint-Jozef Humaniora in Brugge. Ook was hij tot in 1991 medewerker bij de handboekenreeks aardrijkskunde van Standaard Educatieve Uitgaven.
Hij trad in 1979 tot de partij Agalev en vervulde verschillende bestuursfuncties binnen de partij. Na de wetgevende verkiezingen van november 1991, waarbij hij als eerste opvolger op de Senaatslijst in het arrondissement Brugge stond, werd hij in december dat jaar aangeduid als gecoöpteerd senator, wat Lozie bleef tot in mei 1995. In de Senaat werd hij lid van de commissies Infrastructuur (1992-1995), Justitie (1992-1995), Herziening van de Grondwet (1992-1995) en Buitenlandse Handel (1992-1993). 
In mei 1995 werd Lozie voor het arrondissement Brugge verkozen in de Kamer van volksvertegenwoordigers, waar hij in de legislatuur 1995-1999 lid was van de commissies Herziening van de Grondwet (1995-1999) en Justitie (1997-1999). In de Kamer legde hij zich toe op de asielwetgeving, de aanpak van de dioxinecrisis en het voeren van een gedoogbeleid rond softdrugs. Ook was hij als waarnemend lid actief in de parlementaire onderzoekscommissies naar de Bende van Nijvel (1996-1997) en de zaak-Dutroux (1996-1998) en was hij betrokken bij de onderhandelingen die leidden tot het Octopusakkoord, het politieke akkoord over de hervorming van de politiediensten en justitie en de invoering van een Hoge Raad voor de Justitie.
Bij de federale verkiezingen van juni 1999 werd hij rechtstreeks verkozen in de Senaat. Lozie was er van 1999 tot 2003 fractievoorzitter voor zijn partij en zetelde tevens in de commissies Institutionele Aangelegenheden en Binnenlandse Zaken. Hij zag als fractieleider toe op de uitvoering van het Octopusakkoord en onderhandelde in 2002 mee bij het tot stand komen van de euthanasiewet. Van 1999 tot 2003 was Lozie tevens coördinator van de parlementaire studiedienst van Agalev, die verantwoordelijk was voor de ondersteuning van de federale en Vlaamse parlementsleden.
In 2002 hekelde hij een vermoedelijk geheim akkoord tussen toenmalig Senaatsvoorzitter Armand De Decker en CD&V-fractieleider Hugo Vandenberghe zonder medeweten van de meerderheidsfracties over het uitstel van de stemmingen in de senaat tot na het jaareinde (onder andere over de afbouw van kernenergie en de wet op de verkeersveiligheid). CD&V zou de vertragingsmanoeuvres niet te ver drijven, in ruil voor toezegging dat de voorgenoemde akkoorden niet meer dat jaar zouden worden goedgekeurd. Bij de federale verkiezingen van mei 2003 kreeg Lozie geen verkiesbare plaats meer en werd hij laatste opvolger op de Senaatslijst.
Na zijn parlementaire loopbaan behaalde hij in 2004 een brevet als theorielesgever in autorijscholen. Van 2005 tot 2007 was Lozie ook opnieuw leraar aardrijkskunde aan de Sint-Jozef Humaniora in Brugge, waarna hij op vervroegd pensioen ging.
Bij de federale verkiezingen van 25 mei 2014 stond Lozie als verruimingskandidaat op de derde plaats op de PVDA-lijst voor de kieskring West-Vlaanderen. Hij werd niet verkozen.
Tevens was Lozie van 1992 tot 2000 lid van de raad van bestuur van de Liga voor Mensenrechten. Op 11 mei 2003 ontving hij de titel van officier in de Leopoldsorde.